# Gnathostrangalia tienmushana
Gnathostrangalia tienmushana là một loài bọ cánh cứng trong họ Cerambycidae.